# Verkehrsgemeinschaft Neuburg-Schrobenhausen
Die Verkehrsgemeinschaft Neuburg-Schrobenhausen (VGND) war ein Zusammenschluss der regionalen Busunternehmen im Landkreis Neuburg-Schrobenhausen in Oberbayern. Die Zusammenarbeit bestand lediglich in der Fahrplankoordination, ein Gemeinschaftstarif existierte nicht.
Zum 1. September 2018 wurde die Verkehrsgemeinschaft aufgelöst und in den Verkehrsverbund Großraum Ingolstadt integriert.

## Beteiligte Verkehrsunternehmen
Folgende Busunternehmen gehörten zur Verkehrsgemeinschaft Neuburg-Schrobenhausen:
- Stadtwerke Neuburg
- Omnibusunternehmen Josef Spangler OHG
- DB Regio Bus, Region Bayern
  - Regionalverkehr Oberbayern GmbH (DB Oberbayernbus)
- Regionalbus Augsburg GmbH (RBA)
- Jägle Verkehrsbetriebe GmbH
- Georg Funk und Co. Omnibusbetrieb
- Josef Schenk Omnibusbetrieb
- Omnibus-Unternehmen Johann Spangler, Inh. Leonhard Pfisterer e.K.
- Ernst Stanglmeier Reisebüro-Bustouristik
- Alois Seitz Omnibusunternehmen GmbH
- Omnibusunternehmen Ludwig Habermayr
- Omnibusunternehmen Josef Schwaiger
- St.-Andreas-Reisen Wintermayr GmbH

## Weblink
- Webseite des Zweckverbands Verkehrsverbund Großraum Ingolstadt